# Silva Kaputikián
Silva Kaputikián (20 de enero de 1919 - 25 de agosto de 2006) fue una poetisa y activista política armenia.

## Biografía
Nació en Ereván, hija Barunak Kaputikián, un conocido editor. Estudió en la escuela secundaria Krupskaya de Ereván. A los 13 años, escribió su primer poema, publicado en Pioneer Call. Contrajo matrimonio con el conocido poeta Hovhannes Shiraz, con quien tuvo a su único hijo, Ara Shiraz, el escultor.

## Trayectoria
Kaputikián es reconocida como la principal poetisa de Armenia y una de las escritoras armenias más conocidas del siglo XX.
Murió en Ereván y fue enterrada en el Komitas Pantheon. La casa de la poetisa abrió en 2009 como un museo.
Kaputikián escribió mucho sobre el destino de la patria, el idioma armenio y el pueblo armenio. Su talento literario la convirtió en la imagen del verdadero escritor soviético con la plena responsabilidad de la ideología del partido durante esos años. Las obras de Kaputikián han sido traducidas a muchos idiomas. Falleció en 2006.

## Premios y reconocimientos
- USSR State Prize (1952)
- Honored Cultural Worker of Armenian SSR (1970)
- Honored Cultural Worker of Georgian SSR (1982)
- Armenian SSR State Prize (1988)
- Premio literario italiano "Nossieli" (1988)
- Mujer del año por el Cambridge International Geographical Institute (1998)
- Orden de San Mesrop Mashtots (1999) otorgada por el  Presidente Robert Kocharián
- Orden de la Princesa Olga (Ucrania, 1999) otorgada por el presidente Leonid Kuchma
- Miembro del Consejo Supremo de la República Socialista Soviética de Armenia.
- Miembro del Consejo de la Unión de Escritores.
- Miembro del Comité de Asuntos Culturales.
- Miembro del Presidium Espiritual Unidad de los pueblos de la diáspora.
- Miembro de la Academina Nacional de Ciencias de Armenia.
- Miembro de la Academia Internacional de la naturaleza y la sociedad.
- Ciudadana Ilustre de Ereván.